# Tomáš Hübner

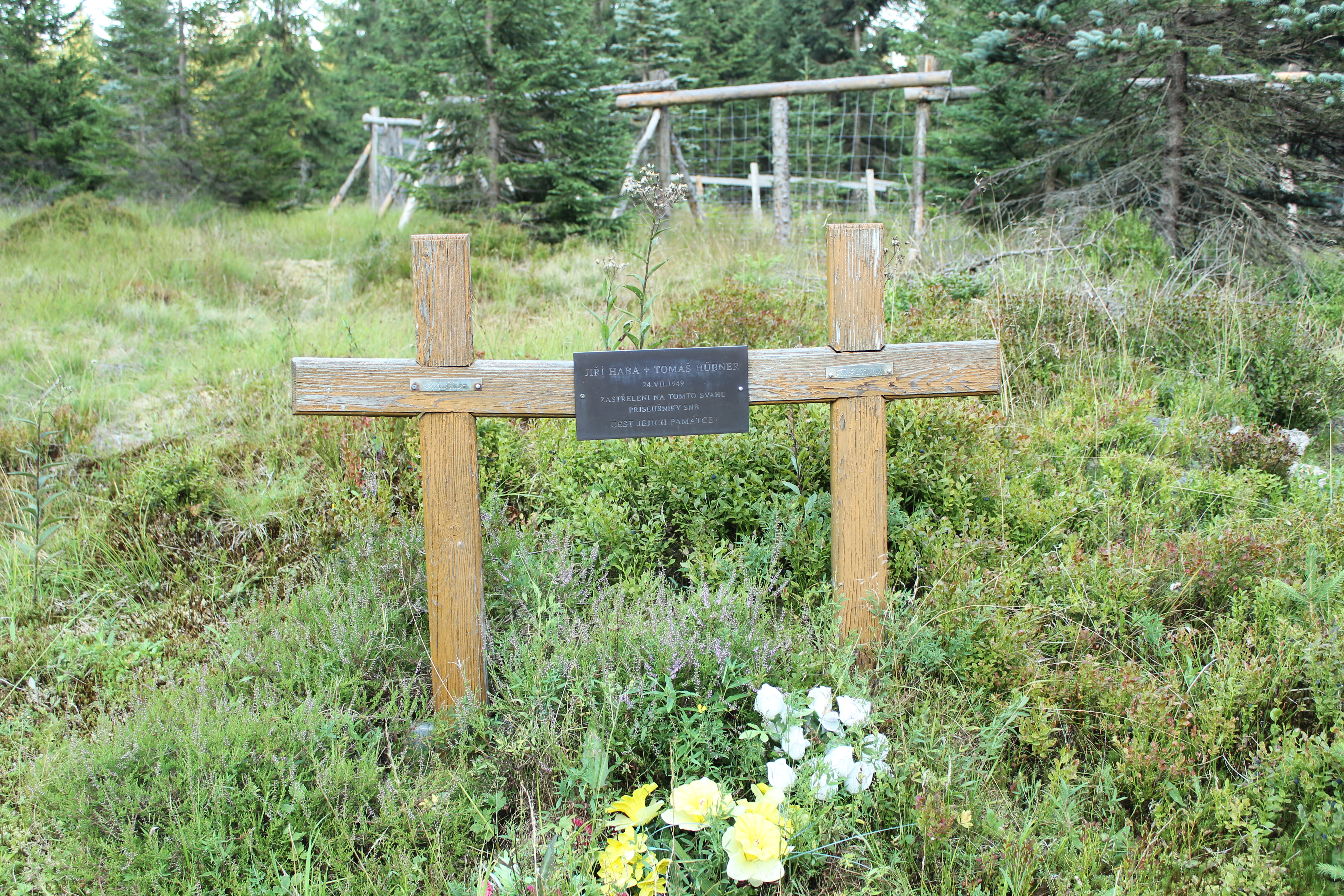
Jizerské hory, křížek Jiřího Haby a Tomáše Hübnera

Tomáš Hübner (7. března 1930 Železný Brod - 24. července 1949 Jizerské hory, Vlašský hřeben) byl český skaut.

## Životopis
Tomáš Hübner se narodil 7. března 1930 v Železném Brodě.

### Skautský život
Po skončení války v roce 1945 a po obnovení skautské organizace zrušené okupanty vstoupil Tomáš Hübner do skautského oddílu v Železném Brodě a stal se jedním z jeho nejaktivnějších členů. Spolupracoval na výstavbě skautského domova. Spoluzakládal 2. oddíl vodních skautů v Železném Brodě, v němž se stal zástupcem vedoucího. Tento oddíl vedl bratr Hofrichter.

### Akce Jizerka
Po komunistickém puči v únoru 1948 se do lesů v Jizerských horách vydalo v červenci 1949 několik mladých skautů ze Železného Brodu. Tábořili na úpatí Vlašského hřebene, součásti Vysokého jizerského hřbetu. Zde byli vyprovokováni a příslušníci StB začali střílet. Střelba příslušníků StB zabila Tomáše Hübnera a Jiřího Hábu, další skauti byli postřeleni. Přeživší byli následně souzeni a někteří uvězněni.

## Památka
- Oba zabití byli tajně pohřbeni na hřbitově v Hejnicích a až po roce 1990 byla jejich těla exhumována a převezena do rodinné hrobky v Železném Brodě.
- Dvojitý kříž, který jejich smrt připomíná, stojí na silnici Smědava - Souš při levé straně cestou na Souš, asi 200 metrů před křížením žluté značky z Protržené přehrady (GPS N 50.8202056, E 15.2917944).
- Skautské středisko v Železném Brodě pořádá každý rok skautské hry Memoriál Tomáše Hübnera.